# Mongoloraphidia (Kasachoraphidia) martynovae
Mongoloraphidia (Kasachoraphidia) martynovae is een kameelhalsvliegensoort uit de familie van de Raphidiidae. De soort komt voor in Kazachstan.
Mongoloraphidia (Kasachoraphidia) martynovae werd voor het eerst wetenschappelijk beschreven door Steinmann in 1964.